# Yaypan
Yaypan (uzb. cyr. Яйпан; ros. Яйпан, Jajpan) – miasto we wschodnim Uzbekistanie, w wilajecie fergańskim, w Kotlinie Fergańskiej, siedziba administracyjna tumanu Oʻzbekiston. W 1989 roku liczyło ok. 16 tys. mieszkańców. Ośrodek przemysłu włókienniczego.
Miejscowość otrzymała prawa miejskie w 1975 roku.